# Jatirejo (Kuala Pesisir)
Jatirejo is een bestuurslaag in het regentschap Nagan Raya van de provincie Atjeh, Indonesië. Jatirejo telt 845 inwoners (volkstelling 2010).